# SOUL VACATION
『SOUL VACATION』（ソウル・ヴァケイション）は、1983年11月1日に発売されたラッツ&スター初の（シャネルズ時代から通算すると6枚目）オリジナル・アルバム。
規格品番は、レコード 28・3H-100,カセット28・6H-90,CD 35・8H-7。

## 解説
シャネルズからラッツ&スターに改名後、初のアルバム。メンバー10人でのラッツ&スターとしては最後のアルバムとなった。
全11曲中、田代マサシ作詞、鈴木雅之作曲が半数以上を占めるオリジナル色の強いアルバム。
大瀧詠一がプロデュースを担当し、アート・ワークはアンディ・ウォーホルが務めるなど、改名後の記念にふさわしいアルバムとなっている。
1995年にCD選書にて復刻された。現在廃盤。

## 収録曲
1. We are RATS & STAR
  - 作詞：田代マサシ／作曲・編曲：鈴木雅之
  - ア・カペラ。ベスト・アルバム『THE LEGEND』に収録された。
2. 楽しき街角
  - 作詞：田代マサシ／作曲：鈴木雅之／編曲：ラッツ&スター・村松邦男
  - ライオンのシャンプー「TOP BOY」のCMソングに使用され、ベスト・アルバム『14 CARATS』にも収録された。
3. 今夜はフィジカル
  - 作詞：麻生麗二／作曲・編曲：井上大輔
  - アルバムが発売された1ヶ月後にシングルカットされた。
4. 裏切りの都会
  - 作詞：田代マサシ／作曲：鈴木雅之／編曲：村松邦男
5. One Dream Night
  - 作詞：田代マサシ／作曲：鈴木雅之／編曲：村松邦男
  - リードボーカルは田代マサシ。
6. 星空のサーカス
  - 作詞：松本隆／作曲：大瀧詠一／編曲：宿霧十軒
  - 「Tシャツに口紅」のB面曲。
  - 2006年にゴスペラッツによって、この曲と未発表曲の『スパイスソング』のメドレーである『星空のサーカス~ナイアガラへ愛を込めて編~』としてカバーされた。
7. Tシャツに口紅
  - 作詞：松本隆／作曲：大瀧詠一／編曲：井上鑑
  - ラッツ&スター2枚目（シャネルズ時代から通算すると11枚目）のシングル。
8. 真夜中のダイヤモンド
  - 作詞：麻生麗二／作曲・編曲：井上大輔
9. 女って・・・
  - 作詞：田代マサシ／作曲：鈴木雅之／編曲：村松邦男
  - つのだ★ひろをゲストに迎えた楽曲。2008年に発売された鈴木雅之が自身のデュエットソングを集めたベスト・アルバム『Martini Duet』に収録された。
10. 月へはせる想い(Warping the Moon)
  - 作詞：田代マサシ／作曲：鈴木雅之／編曲：村松邦男
  - 「今夜はフィジカル」のB面曲。
11. Miss You
  - 作詞：田代マサシ／作曲：鈴木雅之／編曲：村松邦男
  - ベスト・アルバム『BACK TO THE BASIC〜The Very Best of RATS&STAR〜』『THE LEGEND』にも収録された、ラッツ&スターを代表するバラード。この頃、鈴木と田代は「アルバムに、必ず1曲バラードを入れよう」と話していたらしい。